# 黄绿黄耆
黄绿黄耆（学名：Astragalus flavovirens）是豆科黄芪属的植物，为中国的特有植物。分布于中国大陆的云南等地，生长于海拔2,500米至2,700米的地区，一般生长在山沟栎林林下荫处，目前尚未由人工引种栽培。
其种加词“Flavovirens”意为“黄绿色的”。
现接受名为黄绿蔓黄芪（Phyllolobium flavovirens (K.T.Fu) M.L.Zhang & Podlech, 2006）。